# Shoshong
Shoshong è un villaggio del Botswana situato nel distretto Centrale, sottodistretto di Mahalapye. Il villaggio, secondo il censimento del 2011, conta 9.678 abitanti.

## Località
Nel territorio del villaggio sono presenti le seguenti 104 località:
- Boemakgama di 17 abitanti,
- Bogalakepu di 40 abitanti,
- Bolawe di 12 abitanti,
- Bonwakgomo di 11 abitanti,
- Danisea di 23 abitanti,
- Dibe di 25 abitanti,
- Dihate di 19 abitanti,
- Dikalakane di 31 abitanti,
- Dikhudu,
- Dioloditshweu di 15 abitanti,
- Dithupeng di 6 abitanti,
- Ditshoswane di 1 abitante,
- Gatalatlou di 11 abitanti,
- Hubasakgosi di 22 abitanti,
- Kadimotse di 8 abitanti,
- Kapye di 61 abitanti,
- Kenwakae di 9 abitanti,
- Kgadikwe di 7 abitanti,
- Kgemekgeme di 33 abitanti,
- Kolo di 21 abitanti,
- Konowa di 58 abitanti,
- Koromong di 28 abitanti,
- Kototsi di 5 abitanti,
- Lekabi 1 di 6 abitanti,
- Lekabi 2 di 3 abitanti,
- Lekopo di 5 abitanti,
- Leretwa di 5 abitanti,
- Leropo di 132 abitanti,
- Lesethana di 18 abitanti,
- Lesetwane di 47 abitanti,
- Letlhajwe di 18 abitanti,
- Letlhaka di 65 abitanti,
- Letsomo di 5 abitanti,
- Mabokela di 5 abitanti,
- Mabole di 23 abitanti,
- Madilabye di 6 abitanti,
- Mahibitswane di 62 abitanti,
- Mahutagane di 22 abitanti,
- Makgobung di 7 abitanti,
- Malau di 10 abitanti,
- Mamelodi di 3 abitanti,
- Mantekole di 18 abitanti,
- Manxoga di 3 abitanti,
- Mapapa di 15 abitanti,
- Marapalalo di 106 abitanti,
- Marutwe di 23 abitanti,
- Marutweng di 5 abitanti,
- Mathabanelo di 95 abitanti,
- Matisha di 9 abitanti,
- Mesaso di 34 abitanti,
- Mesoke di 39 abitanti,
- Mhakane di 5 abitanti,
- Mmakgamane di 3 abitanti,
- Mmakhunwana di 12 abitanti,
- Mmamabele di 46 abitanti,
- Mmamanaka di 18 abitanti,
- Mmasechele di 16 abitanti,
- Mmatlou di 21 abitanti,
- Mmeotsogile di 18 abitanti,
- Mmilo di 17 abitanti,
- Modubane di 77 abitanti,
- Mogobe wa Mosu,
- Mojaphofu di 3 abitanti,
- Moreyi,
- Mothodisewelo di 5 abitanti,
- Motimane,
- Motubane di 9 abitanti,
- Naka-la-Pudi di 11 abitanti,
- Naka-tsa-Kgama di 2 abitanti,
- Nkunyane di 9 abitanti,
- Ntsikwe/Leloto,
- Palamaokuwe di 26 abitanti,
- Patadikhubidu di 3 abitanti,
- Patadikhubidu di 10 abitanti,
- Pelotshwaana di 3 abitanti,
- Phatse di 12 abitanti,
- Phutsilerema di 16 abitanti,
- Pitseosi,
- Ramaselwana di 6 abitanti,
- Rametsana,
- Ramoilwa di 26 abitanti,
- Rathabaki di 9 abitanti,
- Reetsang di 31 abitanti,
- Samaka di 6 abitanti,
- Santane di 8 abitanti,
- Segompo di 34 abitanti,
- Seipone di 19 abitanti,
- Sekanta di 36 abitanti,
- Sekgwa-Sa-Basarwa di 10 abitanti,
- Sekhu di 7 abitanti,
- Selehe di 2 abitanti,
- Selenye di 3 abitanti,
- Selinye di 83 abitanti,
- Senyawe di 13 abitanti,
- Seripe di 2 abitanti,
- Sewele,
- Shanga di 6 abitanti,
- Suane di 20 abitanti,
- Thekwane di 27 abitanti,
- Thupane,
- Thuparobega di 27 abitanti,
- Tlapaneng di 17 abitanti,
- Tobela di 214 abitanti,
- Tshepeeafela di 6 abitanti